# 泸州老窖
泸州老窖是由泸州老窖股份有限公司（深交所：000568）所生产的，出产于四川泸州的浓香型大麯酒的通称。泸州老窖股份有限公司还拥有国窖1573，泸州老窖特曲，头曲，二曲等一系列子品牌，其所产白酒为单粮（指：纯高粱）浓香型白酒的典型代表，其白酒香味又被称为“泸香”。1952年泸州老窖股份有限公司前身所产泸州大曲酒被第一届全国评酒会评为“四大名酒”之一。泸州老窖特曲则蝉联第二至五届酒评会金奖。

## 历史
泸州的酿酒历史悠久，可以追溯到秦汉，经过唐宋的发展，至明清泸州老窖酒的酿造技艺终于成熟定型。其中部分窖池始建于1573年（万历元年），是全国重点文物保护单位，自稱国宝窖池或国窖。
“泸州老窖酒传统酿制技艺”作为川酒和中国浓香型白酒的唯一代表，于2006年5月入选首批“国家级非物质文化遗产名录”。其明代窖池群是已知连续发酵历史最长的白酒窖群，属于全国重点文物保护单位。

## 澳大利亚网球公开赛（The Australian Open）

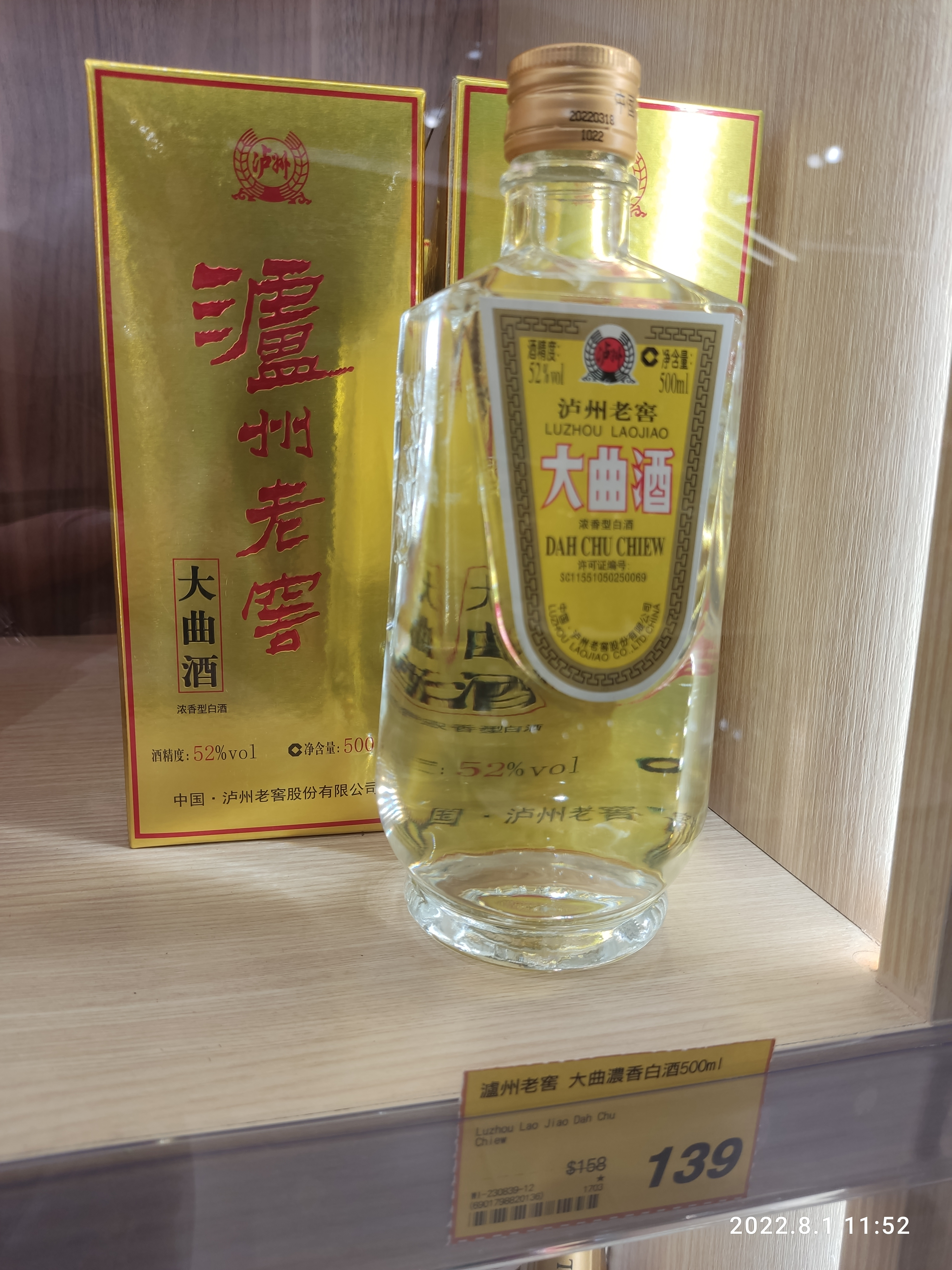
香港将军澳日出康城， The LOHAS 商场店铺 Foodville出售的泸州老窖，2022年8月。

在2019年，“泸州老窖”（"Luzhou Laojiao） 与澳大利亚网球公开赛签下协议，将连续五年赞助澳网，也将成为澳网历史上规模最大的中国赞助商。澳网举办地墨尔本公园的其中一块网球场“Show Court 2”也被冠名为“1573球场”（以泸州老窖白酒品牌“国窖1573”命名）。

## 參见
- 泸州老窖国际发展（香港）有限公司（中远（香港）集团有限公司、招商局集团及香港中旅（集团）有限公司在香港合作成立之公司）